# Ignacio González Espinoza
Ignacio González Espinoza (La Barca, Jalisco, México, 8 de septiembre de 1991). Es un jugador de fútbol profesional de nacionalidad mexicana, su función es defensor y se encuentra sin club.

## Trayectoria
Jugó para Neza FC filial de Monarcas Morelia entre 2011-2013 antes de ser cedido al Club Universidad Nacional en noviembre de 2012, después de una temporada, regresó a Morelia para el Clausura 2014.

## Clubes
| Club                      | País   | Año           | JJ | Gol |
| ------------------------- | ------ | ------------- | -- | --- |
| Neza FC                   | México | 2011-2013     | 27 | 3   |
| Club Universidad Nacional | México | 2013          | 1  | 0   |
| Monarcas Morelia          | México | 2014-2017     | 65 | 4   |
| Dorados de Sinaloa        | México | 2017-2018     | 19 | 1   |
| Monarcas Morelia          | México | 2018          | 1  | 0   |
| Correcaminos de la UAT    | México | 2019-Presente | 2  | 1   |